# Högvakten, Skeppsholmen

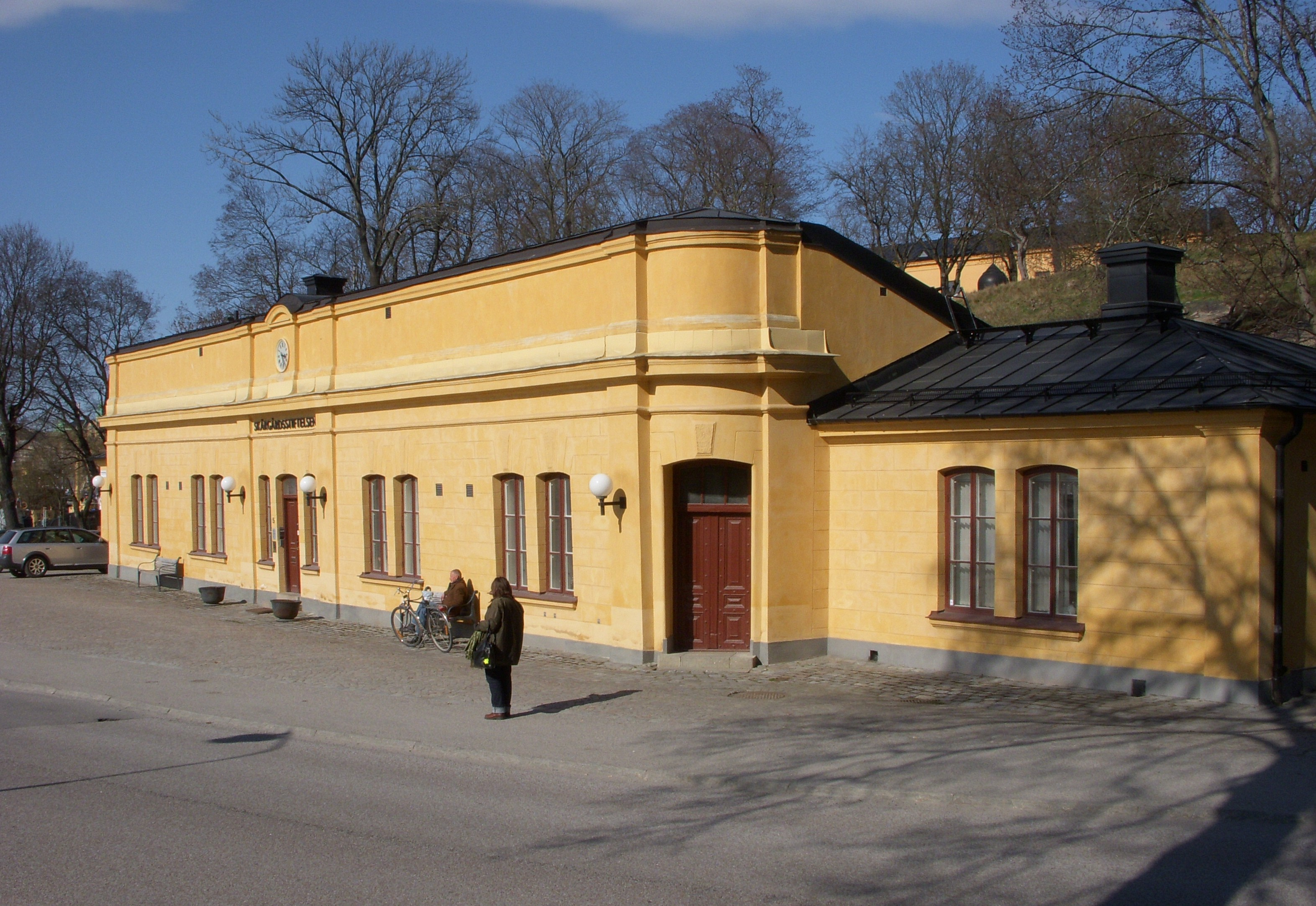
Högvakten april 2009

Högvakten är en byggnad på Skeppsholmen i Stockholm som uppfördes i samband med att den första Skeppsholmsbron blev färdigt omkring 1640. På den tiden var vaktstället öster om brons landfäste bara en enkel trästuga med torvtak. Den ersattes 1726 av en ny, men fortfarande enkel träbyggnad som innehöll även lokaler för underofficerare och manskap samt arrest.
Nuvarande Högvakten byggdes 1777 efter ritningar av flottans egen konstruktör Charles Apelquist. Det gamla brofästet låg då i anslutning till byggnaden och alla besökare var tvungna att passera genom en arkad, den revs dock vid en ombyggnad 1874.
Genom Skeppsholmsbrons nya läge förlorade byggnaden sin betydelse som entré och vaktstuga till Skeppsholmen. Under den militära tiden, fram till 1969, fanns istället en vakt direkt vid brofästet.
Idag är Skärgårdsstiftelsen hyresgäst i byggnaden, som förvaltas av Statens Fastighetsverk och är byggnadsminne sedan 1935.